# ドチザメ
ドチザメ（奴智鮫、学名: Triakis scyllium）は、ドチザメ科に分類されるサメの一種。北西太平洋の沿岸部では一般的に見られ、全長は1 mを超える。体色は灰色から褐色で、体の縞は成長とともに薄れる。夜行性で、小魚や小型無脊椎動物を捕食する。無胎盤性の胎生で、繁殖期は夏。水族館でよく飼育される。

## 分類と名称
ドイツの生物学者であるヨハネス・ペーター・ミュラーとヤーコプ・ヘンレによって、日本からの標本に基づいて、1838年から1841年にかけて出版された『Systematische Beschreibung der Plagiostomen』の中で初めて正式に記載された。種小名 scyllium は古代ギリシア語で「ツノザメ」を意味する。

## 分布と生息地
ロシア極東南部(ウラジオストク周辺及び千島列島南部)から日本、大韓民国、朝鮮民主主義人民共和国、中華人民共和国東部を含む台湾まで、北西太平洋に分布する。フィリピンの記録には疑問がある。通常海岸に近く水深の浅い場所で見られるが、深さ150メートルの大陸棚にも生息する。砂地や岩礁、藻場に多く、河口など汽水域に進出することもある。海底近くを泳ぎ、遊泳力は強くない。しばしば海底で休んでいる姿が見られる。

## 形態
全長は1.5メートルに達し、体形は細長い流線型。吻は短く、幅広く、丸みを帯びる。鼻孔は離れており、その前に短い鼻弁が一対ある。目は水平な楕円形で、頭の高い位置にあり、原始的な瞬膜を備え、下には目立つ隆起がある。口は短く広い弓状で、両顎の角に長い溝があり、口の周りには唇のような皺がある。各歯は、直立または斜めのナイフのような中央尖頭を持ち、両側に強い尖頭がある。鰓裂は5対ある。
ほとんどの鰭は幅が狭いが、成魚では胸鰭が幅広く、ほぼ三角形である。第一背鰭は適度に高く、胸鰭と腹鰭のほぼ中間に位置し、後縁は頂点付近でほぼ垂直である。第二背鰭は第一背鰭の約4分の3の高さで、臀鰭よりも大きい。尾鰭の下葉はよく発達し、上葉は長く伸び、先端近くに顕著な切れ込みがある。若い個体では、尾鰭の下葉はそれほど明確でない。体色は背側が黒色から灰色で、オリーブや褐色がかることもあり、体側に複数の暗色横帯や斑模様が見えることもある。成長に伴い模様は薄れる。腹側は白色。

## 生態
夜行性で、通常単独で行動するが、休息の際は複数の個体が集まり、洞窟内で重なり合って休むこともある。主にエビ、カニ、ヤドカリ、シャコなどの甲殻類、タコなどの頭足類、ユムシ動物を食べる。多毛類、尾索動物、星口動物、カレイ、アナゴ、ニシン、アジ、ニベ、イサキなどの魚類を捕食することもある。エビやユムシは、全長70センチメートルまでの個体にとって重要な獲物で、頭足類は大型個体の主食である。
交尾は夏に行われ、雄は雌と平行に泳ぎ、歯で胸鰭を掴む。こうして雌を固定した後、体の末端をひねって1本のクラスパーを雌の総排出腔に挿入する。無胎盤性の胎生で、胎仔は卵黄によって成長する。妊娠期間は9 - 12ヶ月で、産仔数は9 - 26尾だが、42尾という記録もある。
2016年には、富山県の魚津水族館の雌しかいなかった水槽内で幼魚が2匹生まれた（2009年と2013年に続き3度目）。このことから、単性生殖を行う可能性が示唆されている。
出生時の全長は18 - 20センチメートル。雄は5 - 6歳、全長93 - 106センチメートルで性成熟し、寿命は15年。雌は6 - 7歳、全長106 - 107センチメートルで性成熟し、寿命は18年。ドチザメの寄生虫には、多節条虫亜綱の Callitetrarhynchus gracilis、Onchobothrium triacis、Phyllobothrium serratum、ヒルのアカメウミビル (Stibarobdella macrothela)、カイアシ類のフトバラサメジラミ (Achtheinus pinguis)、ゴマフウオジラミ (Caligus punctatus)、Kroyeria triakos、サメジラミモドキ (Pseudopandarus scyllii) などが知られる。

## 人間との関係
性格は穏便で、積極的に人を襲うことはないが、噛む力（咬合力）は、それなりに強いので注意を要する。中国と日本の水族館で一般的に展示されており、飼育下でも繁殖し、5年以上生存する。スキューバダイビングで観察されることもあり、山形県飛島では5月から7月にかけて多くのドチザメが集まる様子が観察できる。日本では刺し網や定置網で偶発的に捕獲されることが多い。南日本の一部地域では「モダマ」などと呼称し、食用とされることもある。淡白な白身で癖がなく美味だという。
本種の分布域は漁業が盛んで大韓民国・中華人民共和国・日本のEEZ内でのエイ・サメ類の漁獲量および台湾のEEZ内でのサメ類の漁獲量が、資源量枯渇に伴い1950年代と比較して激減していることから、本種の生息数も減少していると考えられている。刺し網漁・トロール漁・延縄漁などによっても混獲される。日本では日本海側の岩礁では本種に対する漁業圧が低くなると考えられていたが、近年はこうした環境でも延縄漁が行われている。